# Fred Engelbert Knecht
Fred Engelbert Knecht, Taufname Alfred Engelbert Knecht (* 7. Februar 1934 in Dübendorf; † 15. April 2010 in Thalwil), war ein Schweizer Maler, Zeichner, Illustrator, Siebdrucker, Fotograf und Aktionskünstler.

## Leben und Werk
Fred Engelbert Knecht wuchs in Schwamendingen auf. Von 1950 bis 1955 besuchte er an der Kunstgewerbeschule Zürich bei Johannes Itten die Grafikfachklasse. Zudem belegte er Kunstgeschichts- und Fotokurse. Von 1956 bis 1960 war er als Werbegrafiker, Illustrator und Fotograf tätig. 
Zusammen mit Friedrich Kuhn und René Ed Brauchli wohnte er von 1957 bis 1959 im Atelierhaus Wuhrstrasse in Zürich. Ab 1958 konzentrierte sich Knecht auf die Malerei. Vincent van Gogh war sein Lieblingsmaler. Paul Nizon prägte den Begriff «Zürcher Schule der kleinen Wahnwelt», dazu zählte er neben Knecht Pierre Baltensperger, Alex Sadkowsky, Varlin und Muz Zeier. 
Knecht war Mitglied der Sektion Zürich der GSMBA. Zusammen mit Jan Krugier und Rolf Weinberg betrieb er 1964 bis 1969 die Galerie an der Obere Zäune 6 in Zürich. 1969 erhielt Knecht ein Stipendium für bildende Kunst der Stadt Zürich, 1970 ein Stipendium der STEO-Stiftung. Im gleichen Jahr war er einer der Gründer der «Produzentengalerie». Seine Werke stellte er in zahlreichen Einzel- und Gruppenausstellungen aus.
Knecht lebte u. a. in ländlichen Regionen der Schweiz, so in Stammheim, Mosnang und Ballwil. Zudem unternahm er zahlreiche Auslandreisen. In allen Schaffensphasen beschäftigte er sich mit den von Menschen verursachten Veränderungen und der damit einhergehenden Umweltzerstörung. 1980 übersiedelte er nach Thalwil und eröffnete die Galerie A16 an der Ausstellungsstrasse in Zürich. 2007 wurde die Galerie infolge einer Brandstiftung vollständig zerstört.
Fred Engelbert Knecht starb an einem Herzinfarkt. Seine Tochter schenkte 2013 einen Teil des Nachlasses dem Schweizerischen Kunstarchiv.